# مارتن فان دن بيرغ
مارتن فان دن بيرغ (بالهولندية: Maarten van den Bergh)‏ هو شخصية أعمال هولندي، ولد في 19 أبريل 1942 في نيويورك في الولايات المتحدة.